# Onthophagus miricollis
Onthophagus miricollis é uma espécie de inseto do género Onthophagus, família Scarabaeidae, ordem Coleoptera.

## História
Foi descrita cientificamente por Frey em 1962.